# Piedade de Ponte Nova
Piedade de Ponte Nova là một đô thị thuộc bang Minas Gerais, Brasil. Đô thị này có diện tích 84,008 km², dân số năm 2007 là 4113 người, mật độ 44,9 người/km².